# شبکه برق

ساختار کلی یک توربین برق. نمادگذاری‌های دیده شده در شکل طبق استانداردهای اروپایی هستند.

یک تورینِ برقی (یا شبکهٔ الکتریکی) یک شبکهٔ به هم پیوسته برای رساندن برق از تولیدکننده‌ها به مصرف کنندها است. هر تورین از سه قسمت اصلی تشکیل شده‌است:
1. نیروگاه؛ که انرژی الکتریکی را از منابع انرژی آتش گیر (مانند زغال سنگ، گاز طبیعی، زیست‌توده) یا غیر آتش گیر (مانند انرژی اتمی، انرژی بادی، انرژی آبی)تولید می‌کند.
2. خطوط انتقال انرژی الکتریکی برای رساندن انرژی تولید شده به مناطق مورد نیاز
3. ترانسفورمر، که سطح ولتاژ را تا سطح مورد نیاز برای توزیع نهایی انرژی پایین می‌آورد.

در صنعت انرژی الکتریکی، تورین برقی واژه‌ای است که به یک شبکهٔ برقی که سه کار مجزای زیر را انجام می‌دهد گفته می‌شود:
1. تولید انرژی الکتریکی - نیروگاه‌های تولید معمولاً در نزدیکی منابع آب، و دور از مناطق پر جمعیت قرار دارند.
2. انتقال انرژی الکتریکی - انتقال انرژی الکتریکی تحت ولتاژهای بالا مناسب تر است، اما برق تولید شده توسط مولدها در ولتاژهایی کمتر از مقدار مناسب برای انتقال می‌باشد؛ بنابراین سطح ولتاژ را در یک پست برق در نزدیکی نیروگاه به کمک ترانسفورمرها بالا می‌برند و سپس آن را به خطوط انتقال برق متصل می‌کنند.
3. توزیع انرژی الکتریکی - در نزدیکی مناطق مصرف‌کننده سطح ولتاژ را از سطح انتقال به سطح توزیع پایین می‌آورند و بعد آن را به خطوط توزیع برق متصل می‌کنند. در نهایت، در مکان نهایی مصرف‌کننده، با توجه به ولتاژ مورد نیاز، دوباره سطح ولتاژ پایین آورده می‌شود و به مصرف‌کننده تحویل می‌گردد.[۱]

## یادکردها
1. ↑  عابدی، مهرداد. بررسی سیستم‌های قدرت. دانشگاه امیرکبیر.